# Stazione di Plandome
La stazione di Plandome (in inglese Plandome Station) è una fermata ferroviaria del Port Washington Branch della Long Island Rail Road. Serve l'omonimo villaggio della contea di Nassau, nello Stato di New York.

## Storia
La stazione venne attivata nel 1909. Nel 1913 la linea venne elettrificata e la stazione fu sopraelevata su un terrapieno. Nel gennaio 1987, il fabbricato viaggiatori venne distrutto da un incendio doloso e sostituito con uno nuovo nel 1990.

## Movimento
La stazione è servita dai treni della linea Port Washington del servizio ferroviario suburbano della Long Island Rail Road.

## Servizi
La banchina a servizio del singolo binario è accessibile ai portatori di disabilità attraverso una serie di rampe. Inoltre all'interno del fabbricato viaggiatori si trova l'ufficio postale a servizio del villaggio.
- Biglietteria automatica
- Sala d'attesa
- Ufficio postale

## Interscambi
La stazione è servita dal servizio taxi cittadino.
- Fermata taxi